# Otto Ullrich (Mediziner)
Otto Ullrich (* 7. Januar 1894 in Werdau, Sachsen; † 22. Oktober 1957 in Bonn) war ein deutscher Kinderarzt, der sich mit Erbkrankheiten befasste. Im medizinischen Schrifttum  wird das Turner-Syndrom (Monosomie X) nach ihm und Henry Turner oft auch Ullrich-Turner-Syndrom genannt. Turners Beschreibung erschien 1939; Ullrich hatte schon 1930 einen Fall mit ähnlichen Symptomen veröffentlicht.
Ullrich war Sohn des sächsischen Fabrikbesitzers Bruno Ullrich und erlangte in Zwickau das Abitur. Er studierte in Heidelberg und München und diente während des gesamten Ersten Weltkriegs als Freiwilliger im Sanitätsdienst der Reichswehr. 1913 wurde er in München Mitglied des Corps Bavaria, er zeichnete sich einmal als Sekretär und zweimal als Consenior aus. Er wurde mehrfach militärisch ausgezeichnet, u. a. mit dem Eisernen Kreuz II. Klasse. Nach der Approbation 1920 arbeitete er in der Universitätsklinik München zunächst als Assistenz- und ab 1925 als Oberarzt der Kinderklinik unter Meinhard von Pfaundler, wo er sich 1929 auch habilitierte. 1934 übernahm er die vakante Stelle als Direktor des Kaiserin-Auguste-Viktoria-Säuglingsheims in Berlin, gab sie aber schon nach wenigen Monaten wieder auf und ging an die städtische Kinderklinik Essen. 1939 wurde er auf den Lehrstuhl der Universitätskinderklinik Rostock berufen und mit ihrer Leitung betraut. 1943 bekam er die gleichen Positionen in Bonn. Er war nach seinem eigenen Bericht 1923 Angehöriger eines Freikorps und verhielt sich im Dritten Reich absolut regimetreu, allerdings trat er der NSDAP nicht bei. Ullrich war seit 1929 mit einer Ärztin verheiratet und hatte zwei Kinder (* 1932 und * 1938).
Otto Ullrich wurde 1952 zum Mitglied der Leopoldina gewählt. Er war seit 1940 Herausgeber medizinischer Fachzeitschriften.
Nach ihm ist die Kongenitale Muskeldystrophie Typ Ullrich benannt. Auch die veraltete Bezeichnung Bonnevie-Ullrich-Syndrom bezieht sich auf ihn.